# ورخ-ننیا
ورخ-ننیا (به لاتین: Verkh-Nenya) یک منطقهٔ مسکونی در روسیه است که در سرزمین آلتای واقع شده‌است.